# Rudolf Hausner
Rudolf Hausner (* 4. Dezember 1914 in Wien; † 25. Februar 1995 in Mödling, Niederösterreich) war ein österreichischer Maler, Grafiker und bedeutender Vertreter der Wiener Schule des Phantastischen Realismus. Mit Hermine Hausner ist er der Vater der Malerin und Bühnenbildnerin Xenia Hausner. Mit der Malerin, Zeichnerin und Fotografin Anne Hausner, einer ehemaligen Schülerin seiner Malerei-Klasse in Hamburg, ist er der Vater von zwei weiteren Künstlerinnen: der Filmregisseurin Jessica Hausner und der Kostümbildnerin Tanja Hausner.

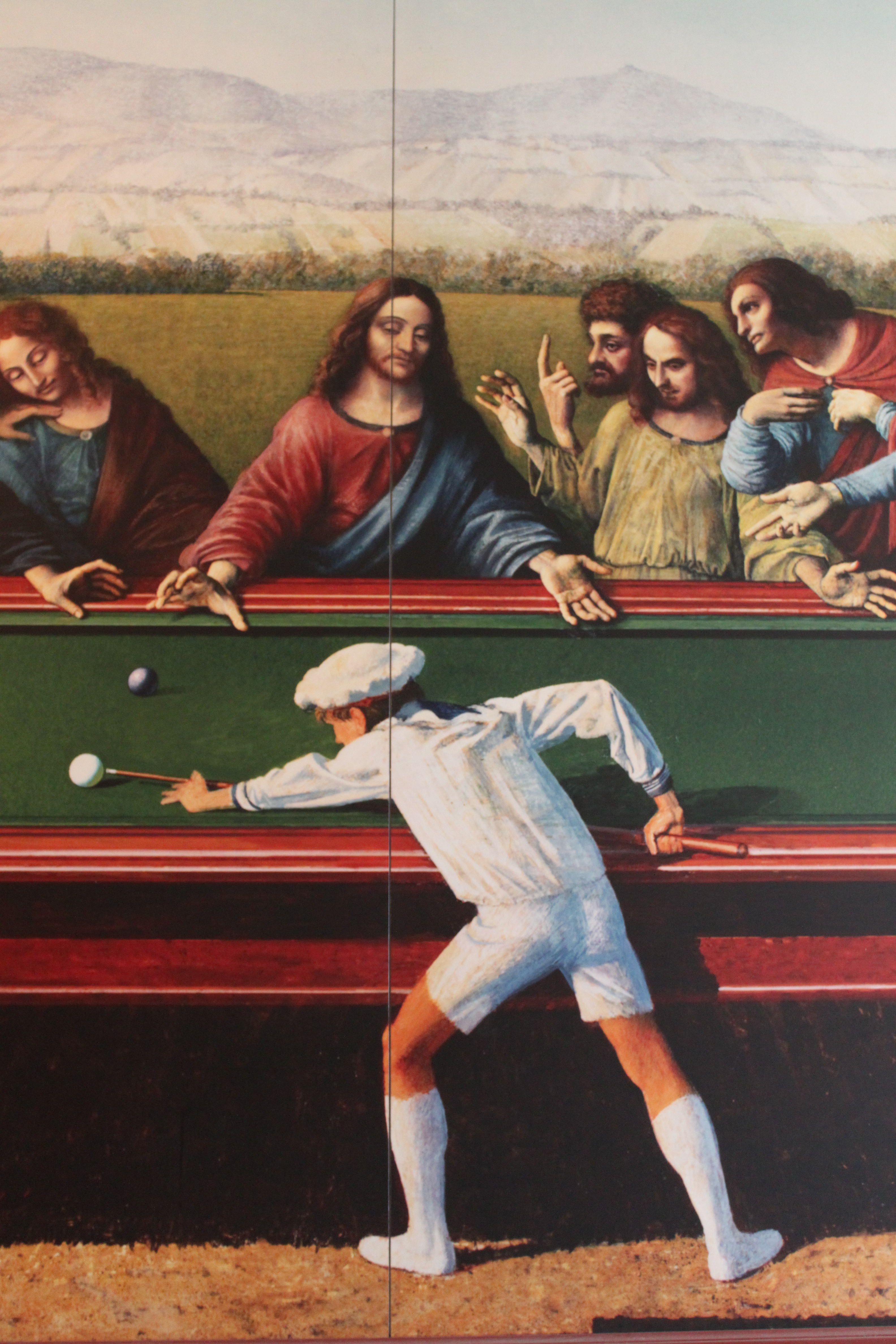
Rudolf Hausners Adam vor den Autoritäten I (1994), Detailausschnitt, bis 2017 in der Karmeliterkirche Wiener Neustadt

## Leben
Der Vater Rudolf Hausners war kaufmännischer Angestellter. Künstlerisch war er als Sonntagsmaler tätig, wodurch Rudolf Hausner schon sehr früh für die Kunst begeistert wurde.
Von 1923 bis 1925 besuchte er die Schubert-Realschule (heute Erich Fried Realgymnasium), anschließend bis 1931 das Realgymnasium Schottenbastei in Wien. Danach begann er sein Studium an der Wiener Akademie der bildenden Künste Wien bei Carl Fahringer und Karl Sterrer.
1937 wurde Rudolf Hausner zum österreichischen Bundesheer einberufen. 1938 belegte die Reichskulturkammer seine Malerei mit einem Ausstellungsverbot. 1941 wurde er zur deutschen Wehrmacht eingezogen. Während dieser Zeit kam es zu seinem prägenden traumatischen Blockhauserlebnis in der Tatra, das er in seinen späteren Arbeiten immer wieder aufgreift: „In einem engen Blockhaus in der slowakischen Tatra mit drei anderen Soldaten im Schneesturm eingeschlossen, machte Hausner 1942 erste Erfahrungen mit der ‚Projektion‘ des Unbewussten, die für ihn und sein späteres Werk entscheidend werden sollten.“ Seine introvertierten, technisch meisterhaften Bilder untersuchen die Stellung des Individuums in der modernen Welt. 1943 wurde Hausner von der Wehrmacht kriegsuntauglich entlassen und als technischer Zeichner in der Rüstungsindustrie eingesetzt. In den letzten Kriegstagen von 1945 wurde er nochmals zur Fliegerabwehr eingezogen.

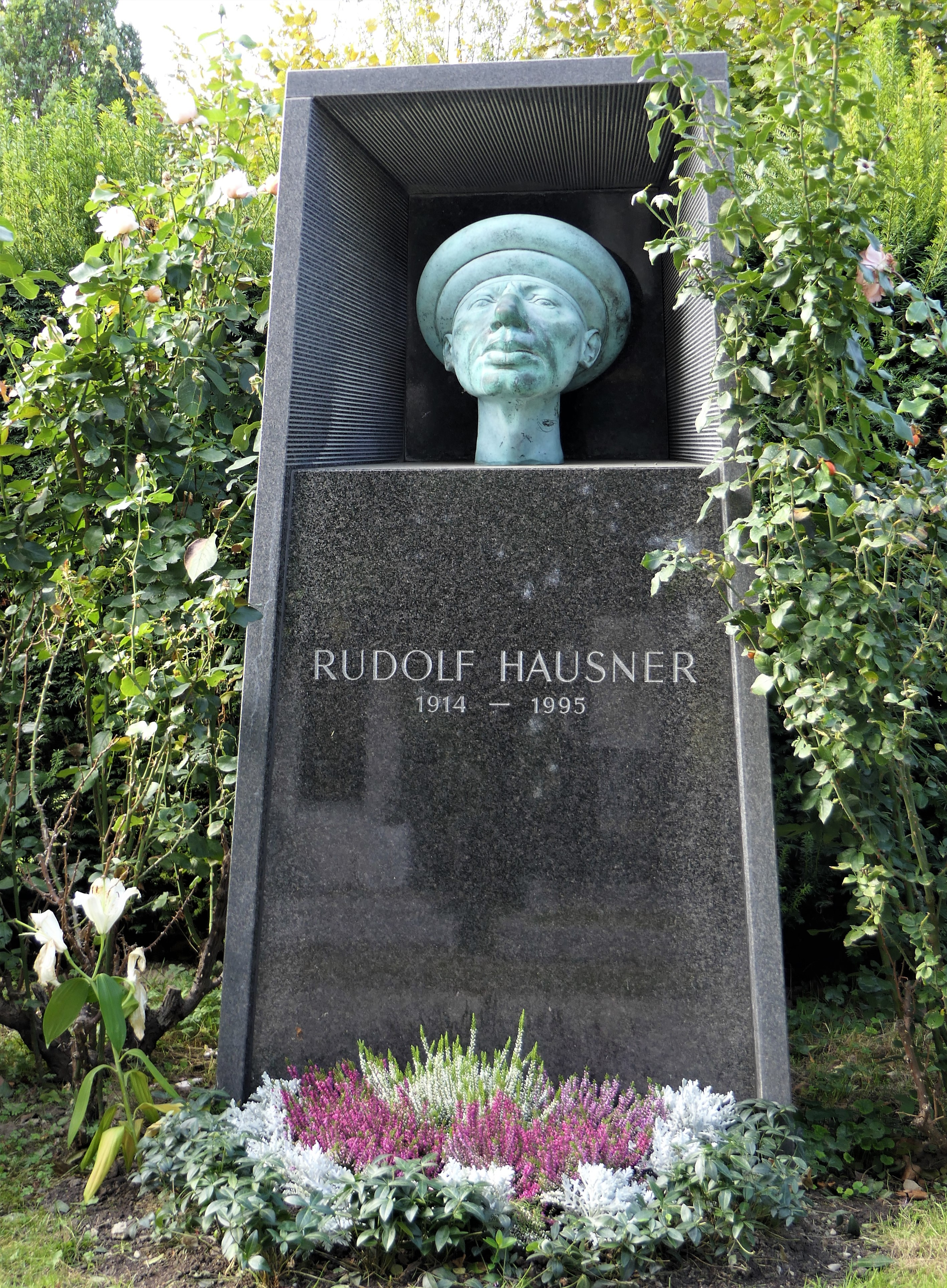
Grab von Rudolf Hausner

In den 1950er Jahren hatte er als Maler, der sein erstes Bild erst 1960 verkaufen konnte, noch wenig Erfolg und immer wieder wirtschaftliche Probleme. 1952 wurde Hausner zu zwei Jahren Kerker verurteilt, weil er in die Affäre Grill verwickelt war und an der Hehlerei von gestohlenem Edelmetall beteiligt war.
Als Pianist des Pinguin-Jazz-Quartetts war Rudolf Hausner in England, Frankreich, Italien, der Schweiz, Griechenland, Türkei, Ägypten und Skandinavien.
1965 wurde Hausner als Professor für den Fachbereich Freie Kunst/Zeichnen an die Hochschule für bildende Künste Hamburg berufen und war dort bis 1980 tätig. Seit 1970 war er Mitglied der Freimaurerloge Sapientia.

## Auszeichnungen
- 1967 Burda-Preis für Malerei in München
- 1969 Preis der Stadt Wien für Bildende Kunst
- 1970 Österreichischer Staatspreis für Malerei
- 1984 Großes Silbernes Ehrenzeichen für Verdienste um die Republik Österreich[9]
- 1995 Beisetzung in einem Ehrengrab auf dem Wiener Zentralfriedhof
- 1997 Rudolf-Hausner-Gasse in Wien-Donaustadt (22. Bezirk)

## Malerisches Werk

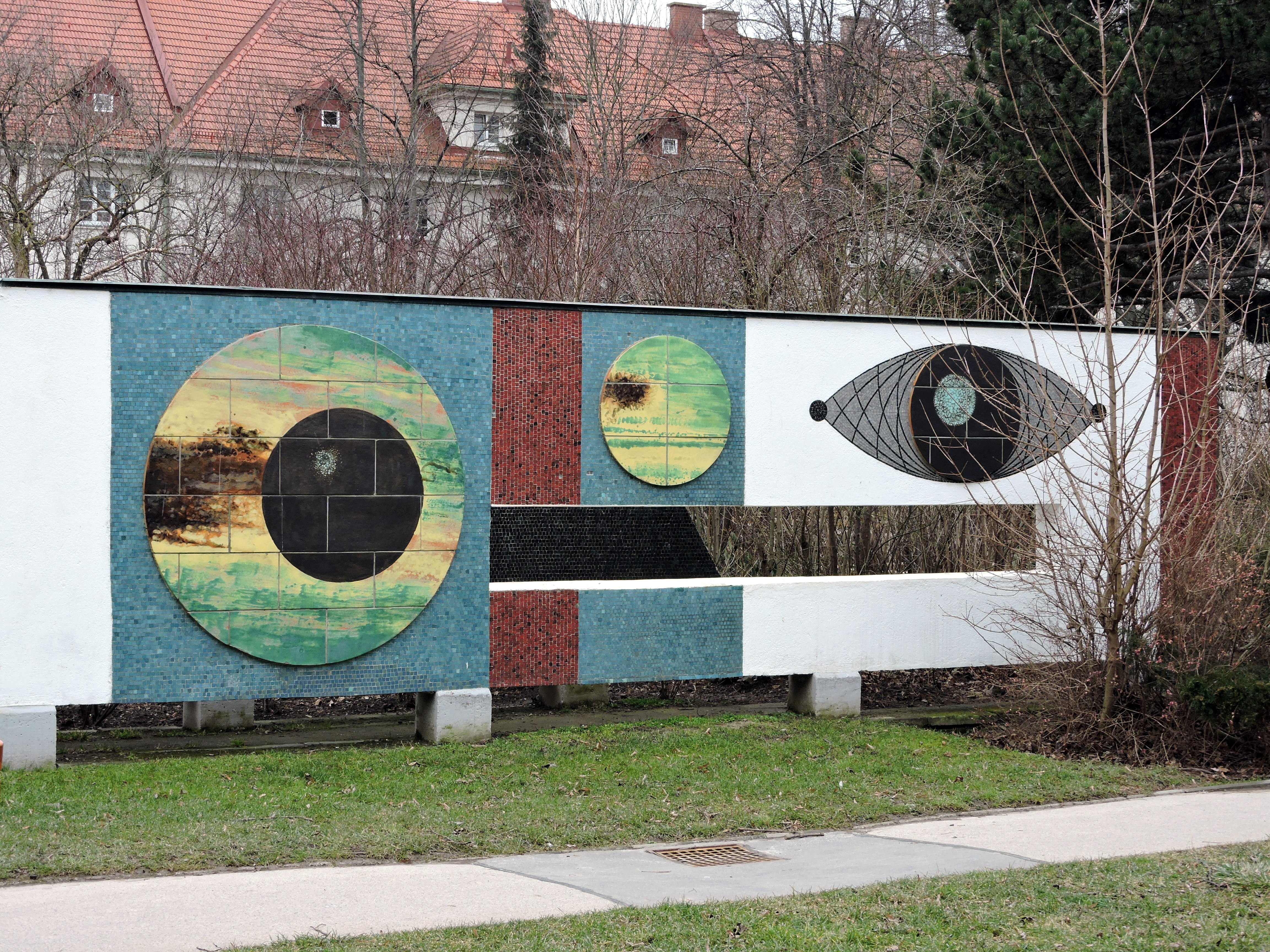
Rudolf Hausners Raum in dem wir leben

Seine erste künstlerische Phase war von Impressionismus und Expressionismus beeinflusst. Nach Kriegsende nahm er die Arbeit in seinem zerstörten Atelier in Wien wieder auf und versuchte, den Tatrablick in seinem Arbeitsprozess zu projizieren. 1946 gründete Rudolf Hausner gemeinsam mit Edgar Jené, Helmut Leherb, Ernst Fuchs, Wolfgang Hutter und Fritz Janschka eine surrealistische Gruppe im österreichischen Art-Club. Später schlossen sich Anton Lehmden und Arik Brauer dieser losen Künstlervereinigung an. Es folgte die erste Ausstellung im Wiener Konzerthaus.
1956 beendete Hausner nach sechsjähriger Arbeitszeit sein Bild 'Arche des Odysseus'. 1957 entstand Hausners erstes Adam-Bild, das er immer wieder variierte. Er versuchte, die gleichwertige Existenz bewusster und unbewusster Prozesse darzustellen und geriet damit in Konflikt mit der populären surrealistischen Orthographie anderer Künstler und Kunstkritiker.
Im Jahr 1959 war Rudolf Hausner Teilnehmer der documenta II in Kassel. Im selben Jahr wurde mit Rudolf Hausner die Wiener Schule des Phantastischen Realismus gegründet. Anstelle der Zuordnung zum Surrealismus setzte sich der von Johann Muschik erarbeitete Begriff Phantastischer Realismus für die Arbeiten Rudolf Hausners durch. Im selben Jahr stellte Rudolf Hausner erstmals in einer Gruppenausstellung in der Österreichischen Galerie Belvedere in Wien aus. Es folgten zahlreiche internationale Ausstellungen. Zudem hielt Rudolf Hausner Vorträge und nahm Gastdozentenstellen in Hamburg und Tokio an.
Ab 1966 war Hausner Hochschulprofessor in Hamburg und ab 1968 Professor an der Akademie der Bildenden Künste in Wien.
Eine Besonderheit seiner Maltechnik ist die Verwendung von durchscheinenden („lasierenden“) Harzölfarben in mehr als 10 Schichten übereinander über Untermalungen aus Acrylfarben aufgetragen, die der Farbe eine besondere leuchtende Tiefe verleihen. Auch entwickelte er Verfahren, makellose Übergänge ohne Gebrauch einer Airbrush in reiner Ölmalerei zu schaffen.
Er publizierte Artikel und Bücher zu seinem Werk und zur Kunstgeschichte.
Für die Österreichische Post und die Postverwaltung der Vereinten Nationen entwarf er zudem Briefmarken.